# Annelien
Annelien  è un nome proprio di persona olandese femminile.

## Origine e diffusione
Si tratta di un nome composto, formato dall'unione di Anne e di Lien, quest'ultimo un ipocoristico di vari nomi come Carolien.

## Onomastico
Di per sé il nome è adespota, ovvero non è portato da alcuna santa. L'onomastico può essere festeggiato o in occasione di Ognissanti, il 1º novembre, o lo stesso giorno di Anna e Carolina.

## Persone
- Annelien Coorevits, modella belga